# María José García Jiménez
María José García Jiménez (Villacarrillo, Jaén, 20 de marzo de 1969) es una política española, fue diputada de las Cortes Valencianas en su IX legislatura.

## Biografía
Es licenciada en ingeniería técnica de obras públicas por la Universitat Politècnica de València. Trabaja como profesora de enseñanza secundaria en energías alternativas. También ha ejercido de asesora para el reconocimiento de competencias profesionales adquiridas en experiencia laboral.
Políticamente militaba en el Centro Democrático Liberal (CDL), partido con el que entró como regidora en el ayuntamiento de Alcácer en 2013. Participó en el I Congreso de CDL de febrero de 2014 en el que se acordó integrarse en Ciudadanos - Partido de la Ciudadanía. Fue escogida diputada en las elecciones a las Cortes Valencianas de 2015. Responsable de la parte de infraestructuras del Grupo Parlamentario, fue Portavoz también en materia de medio ambiente.
En 2019, con las elecciones municipales, fue elegida por el Comité Autonómico para encabezar la lista de Ciudadanos Partido de la Ciudadanía de Alcácer, debido a que el candidato a la Presidencia de la Generalidad Valenciana, Toni Cantó no contó con ella para su equipo. Salió electa por los vecinos de la localidad. Se especuló sobre su posibilidad de ir a la Diputación Provincial, pero finalmente se quedó como concejal en su localidad, siendo además elegida Teniente de alcalde por parte de la alcaldesa, llegando a un acuerdo con el PSOE para gobernar conjuntamente los cuatro años de Legislatura.